# Stenakron quinguelobatum
Stenakron quinguelobatum är en plattmaskart. Stenakron quinguelobatum ingår i släktet Stenakron och familjen Fellodistomatidae. Inga underarter finns listade i Catalogue of Life.